# Konventionen om säkerhet och hälsa vid byggnads- och anläggningsarbete
Konventionen om säkerhet och hälsa vid byggnads- och anläggningsarbete (ILO:s konvention nr 167 om säkerhet och hälsa vid byggnads- och anläggningsarbete, Safety and Health in Construction Convention) är en konvention som antogs av Internationella arbetsorganisationen (ILO) den 20 juni 1988. Konventionen ålägger medlemsstaterna att etablera fungerande föreskrifter för arbetsmiljön på byggarbetsplatser.
I juli 2014 hade 25 av ILO:s 183 medlemsstater ratificerat konventionen.